# Merdeka 118
Merdeka 118, także PNB 118 – wieżowiec w Kuala Lumpur, stolicy Malezji. Budynek ma 678,9 metra wysokości oraz 118 pięter. Prace nad budynkiem zaczęły się w 2014 roku. Budowa została ukończona w 2023 roku, a 15 stycznia 2024 wieżowiec został oddany do użytku.
Rozwój Merdeki 118 jest finansowany przez Permodalan Nasional Berhad. Konstrukcja jest obecnie najwyższym budynkiem w Malezji, wyprzedzając Petronas Towers oraz drugim najwyższym budynkiem na świecie. 
80 ze 118 pięter zajmują biura, z czego 60 zajął inwestor obiektu. Poza tym w budynku znajdują się hotele, prywatne apartamenty, placówki administracyjne, a także parking, restauracja, vip club (na ostatnim piętrze) oraz centrum handlowe i rozrywkowe.